# William Allen
William Allen (n. 20 noiembrie 1947, Minneapolis, Minnesota, SUA) este un iahtman ce a reprezentat Statele Unite ale Americii, medaliat olimpic. A participat la o ediție a Jocurilor Olimpice (1972) în care a câștigat o medalie de aur.

## Participări
Lista de mai jos prezintă principalele competiții la care a participat William Allen de-a lungul carierei.
- Jocurile Olimpice de vară din 1972[2]